# Jake Hanna

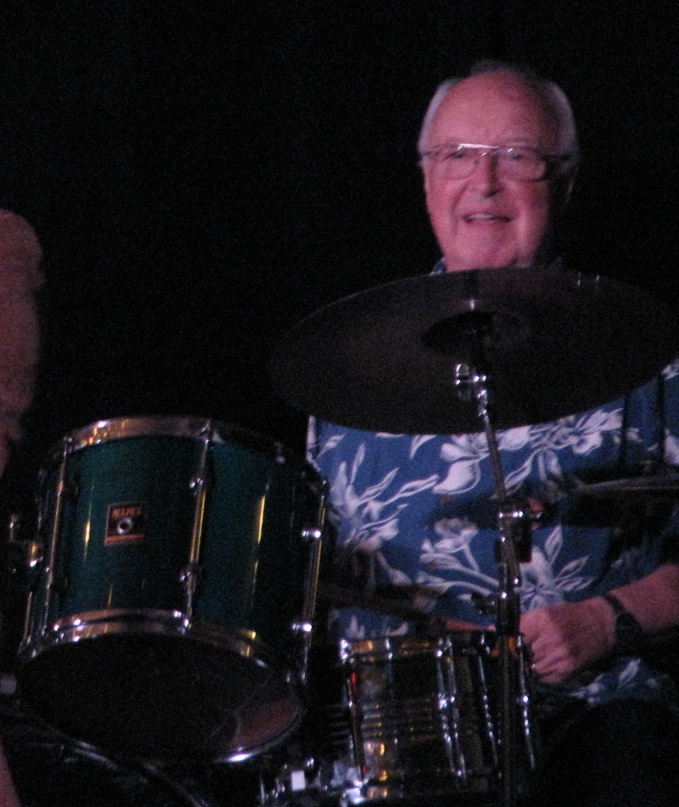
John Hanna

John "Jake" Hanna (Roxbury, 4 april 1931 - Los Angeles, 1 februari 2010) was een Amerikaans jazzdrummer.
Hanna begon met optreden in zijn woonplaats Boston en was in de jaren 1950 en 1960 de huisdrummer van jazzclub Storyville in Boston. Hij speelde er met Toshiko Akiyoshi (1957), Maynard Ferguson (1958), Marian McPartland (1959-61) en het orkest van Woody Herman (1962-64). 
Zowel binnen als buiten de jazz deed hij ook veel studiowerk, onder meer een tijd als drummer van de bigband van de Merv Griffin Show (1964-75). In het midden van de jaren 1970 nam hij met Carl Fontana verschillende albums op voor Concord Jazz.

## Discografie
- Live at the Concord (Concord Jazz, 1975)
- Kansas City Express (Concord, 1976)
- Jake Takes Manhattan (Concord, 1976)
- Joint Is Jumpin' (Arbors Records, 1998)

- Bibliothèque nationale de France: cb138949488 (data)
- Gemeinsame Normdatei: 134397363
- International Standard Name Identifier: 0000 0001 1450 1680
- Library of Congress Control Number: n81071429
- MusicBrainz: 78acf4d1-052f-4eaa-a31f-97599e9d07e0
- Nationale Bibliotheek van Tsjechië: ola2002159392
- Nederlandse Thesaurus van Auteursnamen: 097896691
- SNAC: w69b2nk9
- Système universitaire de documentation: 156839245
- Virtual International Authority File: 84975601
- WorldCat: E39PBJxxhhfMrBv7vDkyBXWJjC